# Phytodrymadusa variicercis
Phytodrymadusa variicercis är en insektsart som först beskrevs av Veltishchev 1937.  Phytodrymadusa variicercis ingår i släktet Phytodrymadusa och familjen vårtbitare. Inga underarter finns listade i Catalogue of Life.